# Palfauer Wasserloch
Koordinaten: 47° 42′ 16,2″ N, 14° 52′ 44,1″ O
Das Palfauer Wasserloch ist eine starke Karstquelle bei Palfau (Gemeinde Landl) im Norden der Steiermark in Österreich, deren Abfluss dann durch die Wasserlochklamm des Wasserlochbachs in die Salza mündet.

## Beschreibung
Die Riesenquelle befindet sich nordöstlich der Wasserlochklamm am Südwesthang des Hochkars. Sie schüttet im Durchschnitt 2.000 Liter Wasser pro Sekunde aus und ist damit neben dem Pießling-Ursprung eine der größten Quellen Österreichs. Es handelt sich um eine Wasserhöhle, die einen Siphon überwölbt. Je nach Jahreszeit und Wetterlage kann die Quelle bis zu sechs Kubikmeter pro Sekunde schütten. Jedoch kann binnen 20 Minuten die Schüttung auf das 20-fache anwachsen. Die Ursache dafür ist unbekannt.
Im Jahr 1995 erreichte der Höhlentaucher Robert Seebacher im Palfauer Wasserloch die Tauchtiefe von 42 Metern.
2003 gelang es dem „Bat-Diver“-Team um Robert Kriz, bis auf 60 Meter Tiefe abzutauchen. Ein weiterer Tauchgang bis zum vermuteten Grund des Siphons auf 75 Metern scheiterte aufgrund einer abrupt einsetzenden Schwellung. 2004 wurde das Projekt wiederholt und es gelang, den Grund des Siphons bei 71 Metern zu erreichen. Anschließend konnten noch 55 Meter der Wasserhöhle betaucht werden.
Der abfließende Bach fließt über die Wasserlochklamm der Salza zu. Diese ist durch einen Holztreppensteig erschlossen, umfasst einen Höhenunterschied von 350 m (auf 900 m Länge), mit insgesamt fünf großen Wasserfällen. Die Klamm ist von der Hochschwab Straße B 24, wo sich ein Gasthaus und das Kassahäuschen befinden (Ortsteil Schönau von Landl), über eine Hängebrücke und kurzen Steig salzaabwärts erreichbar.

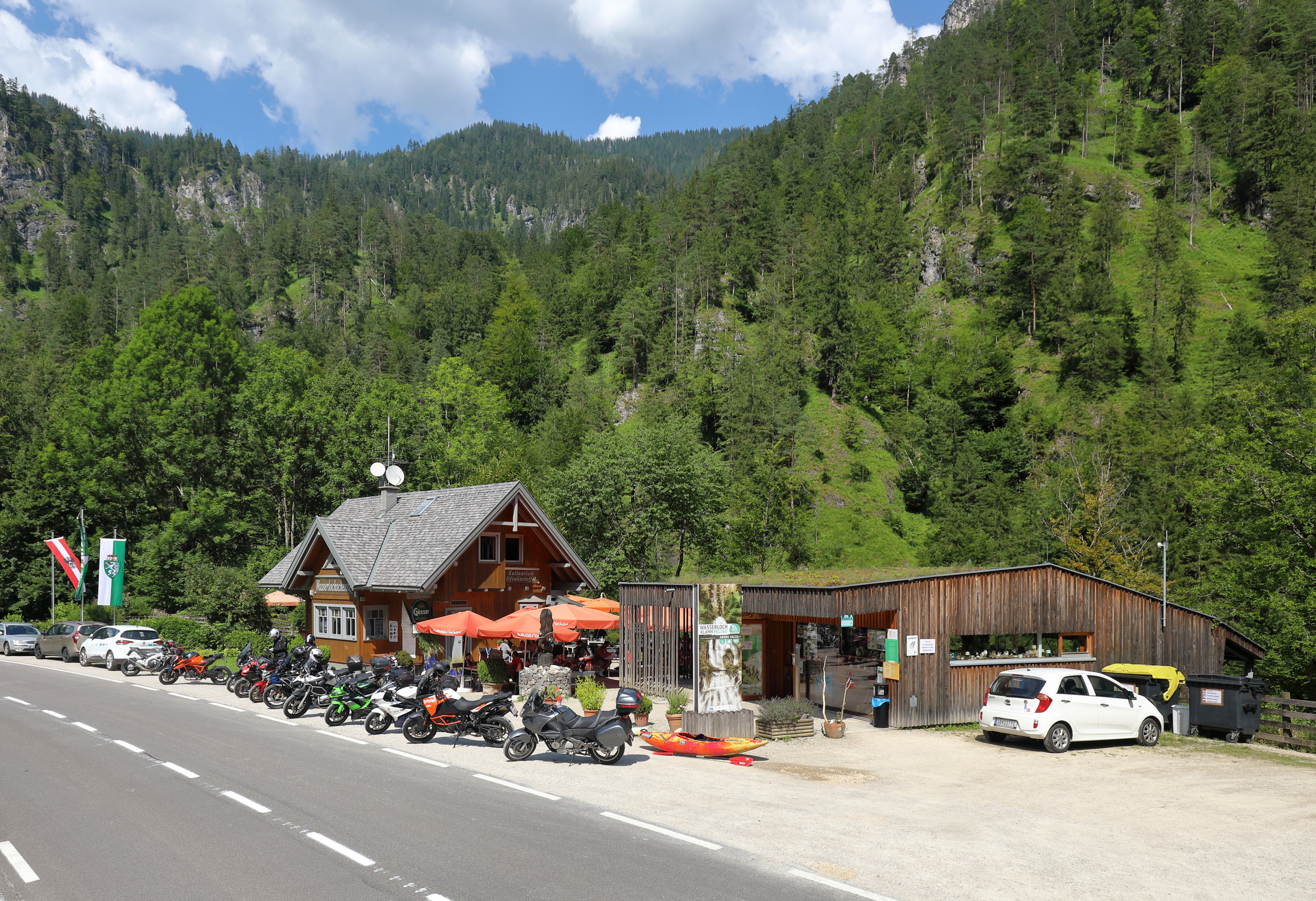
Eingangsbereich mit Infostand und Wasserlochschenke
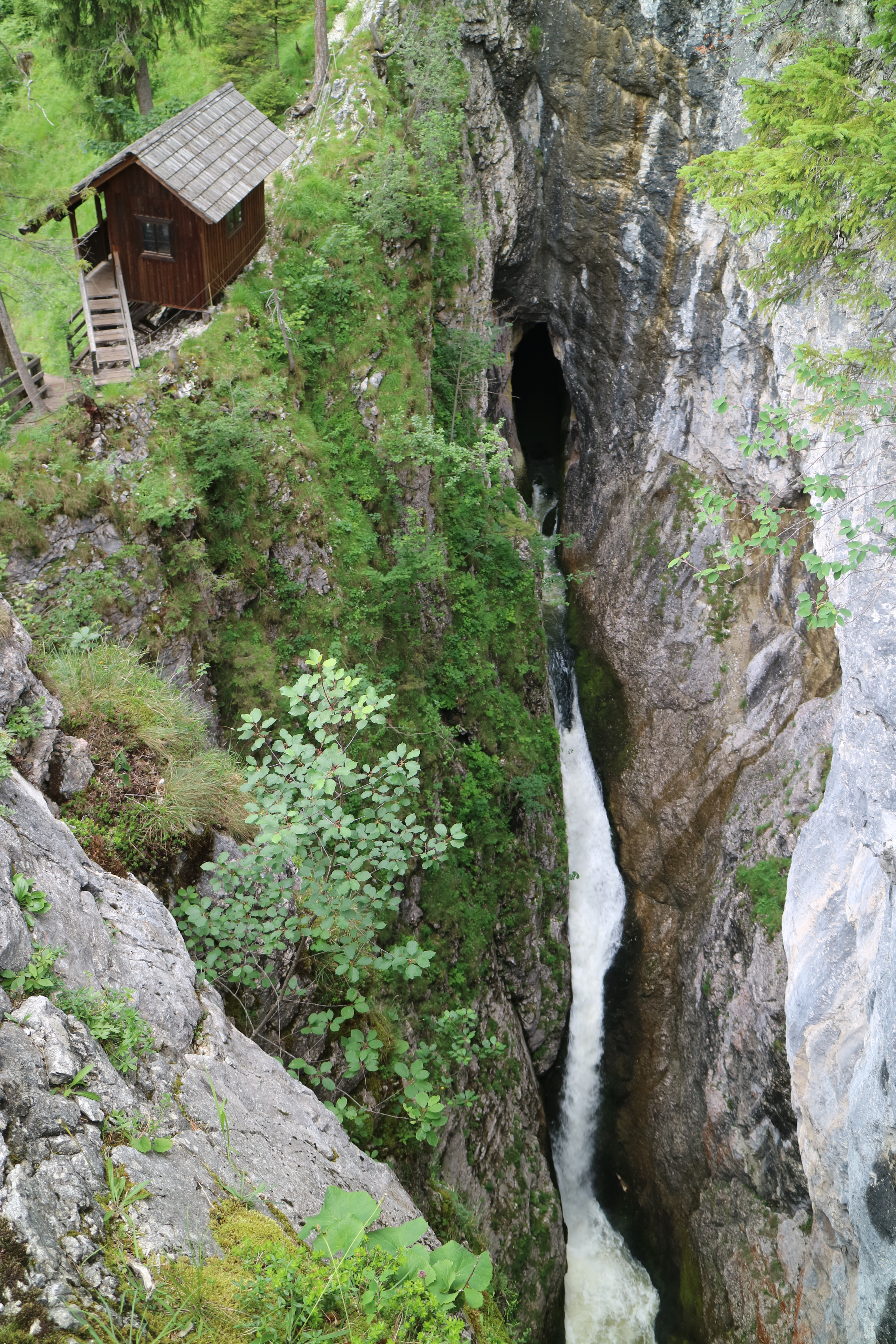
Die Karstquelle „Wasserloch“
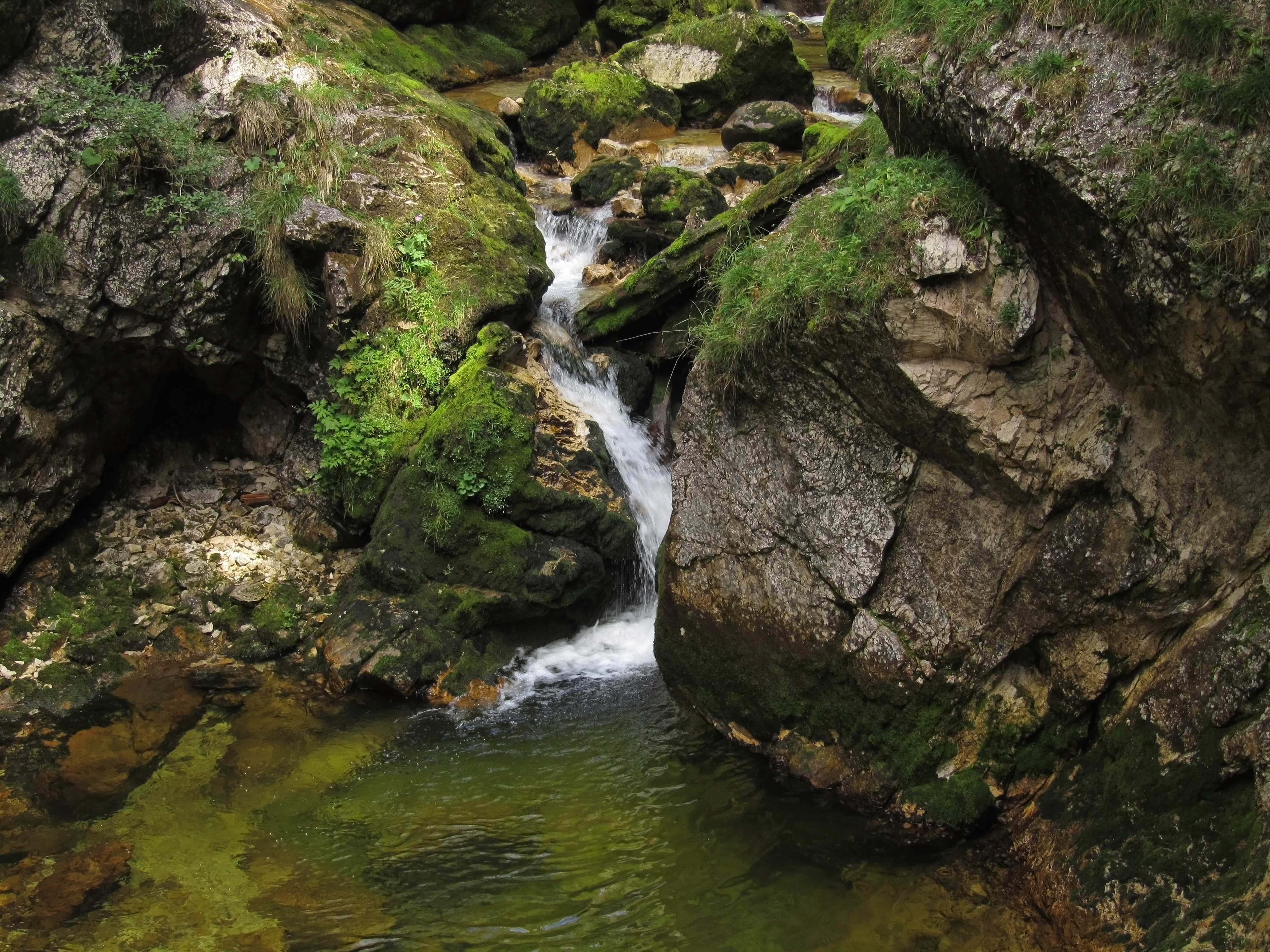
Einer der vielen Wasserfälle in der Klamm

## Geschichte
Am Samstag, 24. August 2024 wurde von einem Besucher der Klamm ein Brand am oberen Rand der Felswand entdeckt und gemeldet. Der Waldbrand hatte 5000 m² Fläche und 100 Höhenmeter erfasst. Klammtouristen wurden hinausgeleitet, der Klammsteig geschlossen. Am 24. und 25. August wurden 5 Hubschrauber zum Löschen eingesetzt. Löschkräfte wurden per Tau vom Helikopter abgesetzt und arbeiteten seilgesichert im steilen, zerklüfteten Gelände.